# Ал-Папіол
Ал-Папіо́л (кат. El Papiol, вимова літературною каталанською [əł pəpiɔł]) — муніципалітет, розташований в Автономній області Каталонія, в Іспанії. Код муніципалітету за номенклатурою Інституту статистики Каталонії — 81580. Знаходиться у районі (кумарці) Баш-Любрагат (коди району — 11 та BT) провінції Барселона, згідно з новою адміністративною реформою перебуватиме у складі баґарії (округи) Барселона. 

## Населення
Населення міста (у 2007 р.) становить 3.781 особа (з них менше 14 років — 15,6%, від 15 до 64 — 70,4%, понад 65 років — 14,1%). У 2006 р. народжуваність склала 45 осіб, смертність — 39 осіб, зареєстровано 20 шлюбів. У 2001 р. активне населення становило 1.609 осіб, з них безробітних — 175 осіб.

Серед осіб, які проживали на території міста у 2001 р., 2.291 народилися в Каталонії (з них 916 осіб у тому самому районі, або кумарці), 882 особи приїхали з інших областей Іспанії, а 141 особа приїхала з-за кордону. 

Вищу освіту має 10,2% усього населення. 

У 2001 р. нараховувалося 1.152 домогосподарства (з них 16,5% складалися з однієї особи, 28,4% з двох осіб,20,4% з 3 осіб, 24,6% з 4 осіб, 7,4% з 5 осіб, 2,2% з 6 осіб, 0,3% з 7 осіб, 0,3% з 8 осіб і 0% з 9 і більше осіб).

Активне населення міста у 2001 р. працювало у таких сферах діяльності : у сільському господарстві — 1,7%, у промисловості — 31,4%, на будівництві — 13,5% і у сфері обслуговування — 53,4%. 

 У муніципалітеті або у власному районі (кумарці) працює 2.190 осіб, поза районом — 902 особи.

### Безробіття
У 2007 р. нараховувалося 117 безробітних (у 2006 р. — 147 безробітних), з них чоловіки становили 41%, а жінки — 59%.

## Економіка

### Підприємства міста

#### Промислові підприємства
| \| Промислові підприємства міста, за сферою діяльності \| Промислові підприємства міста, за сферою діяльності \| Промислові підприємства міста, за сферою діяльності \| \| Рік \| 2002 р. \| 2001 р. \| \| --------------------------------------------------- \| --------------------------------------------------- \| --------------------------------------------------- \| \| Енергетичні та водні ресурси \| 1,4% \| 1,5% \| \| Хімія та метали \| 15,1% \| 14,7% \| \| Переробка металів \| 47,5% \| 47,8% \| \| Продукти харчування \| 5% \| 4,4% \| \| Текстиль \| 5% \| 5,1% \| \| Виробництво меблів, видання \| 14,4% \| 14,7% \| \| Інше \| 11,5% \| 11,8% \| \| Усього підприємств \| 139 \| 136 \| |         |         |
| Промислові підприємства міста, за сферою діяльності |         |         |
| Рік | 2002 р. | 2001 р. |
| Енергетичні та водні ресурси | 1,4%    | 1,5%    |
| Хімія та метали | 15,1%   | 14,7%   |
| Переробка металів | 47,5%   | 47,8%   |
| Продукти харчування | 5%      | 4,4%    |
| Текстиль | 5%      | 5,1%    |
| Виробництво меблів, видання | 14,4%   | 14,7%   |
| Інше | 11,5%   | 11,8%   |
| Усього підприємств | 139     | 136     |

#### Роздрібна торгівля
| \| Підприємства роздрібної торгівлі міста, за сферою діяльності \| Підприємства роздрібної торгівлі міста, за сферою діяльності \| Підприємства роздрібної торгівлі міста, за сферою діяльності \| \| Рік \| 2002 р. \| 2001 р. \| \| ------------------------------------------------------------ \| ------------------------------------------------------------ \| ------------------------------------------------------------ \| \| Продукти харчування \| 44,7% \| 47,9% \| \| Одяг та взуття \| 8,5% \| 8,3% \| \| Товари для дому \| 19,1% \| 16,7% \| \| Книги та періодичні видання \| 2,1% \| 2,1% \| \| Промислова хімічна продукція \| 2,1% \| 2,1% \| \| Продукція, пов'язана з транспортними засобами \| 8,5% \| 8,3% \| \| Інше \| 14,9% \| 14,6% \| \| Усього підприємств \| 47 \| 48 \| |         |         |
| Підприємства роздрібної торгівлі міста, за сферою діяльності |         |         |
| Рік | 2002 р. | 2001 р. |
| Продукти харчування | 44,7%   | 47,9%   |
| Одяг та взуття | 8,5%    | 8,3%    |
| Товари для дому | 19,1%   | 16,7%   |
| Книги та періодичні видання | 2,1%    | 2,1%    |
| Промислова хімічна продукція | 2,1%    | 2,1%    |
| Продукція, пов'язана з транспортними засобами | 8,5%    | 8,3%    |
| Інше | 14,9%   | 14,6%   |
| Усього підприємств | 47      | 48      |

#### Сфера послуг
| \| Підприємства міста, що працюють у сфері послуг, за діяльністю \| Підприємства міста, що працюють у сфері послуг, за діяльністю \| Підприємства міста, що працюють у сфері послуг, за діяльністю \| \| Рік \| 2002 р. \| 2001 р. \| \| ------------------------------------------------------------- \| ------------------------------------------------------------- \| ------------------------------------------------------------- \| \| Гуртова торгівля \| 30,1% \| 30% \| \| Готелі та готельний бізнес \| 11,4% \| 12,9% \| \| Транспорт та зв'язок \| 23,3% \| 24,1% \| \| Посередницькі фінансові послуги \| 2,3% \| 2,4% \| \| Послуги підприємствам \| 2,8% \| 2,4% \| \| Послуги фізичним особам \| 19,9% \| 19,4% \| \| Нерухомість та ін. \| 10,2% \| 8,8% \| \| Усього підприємств \| 176 \| 170 \| |         |         |
| Підприємства міста, що працюють у сфері послуг, за діяльністю |         |         |
| Рік | 2002 р. | 2001 р. |
| Гуртова торгівля | 30,1%   | 30%     |
| Готелі та готельний бізнес | 11,4%   | 12,9%   |
| Транспорт та зв'язок | 23,3%   | 24,1%   |
| Посередницькі фінансові послуги | 2,3%    | 2,4%    |
| Послуги підприємствам | 2,8%    | 2,4%    |
| Послуги фізичним особам | 19,9%   | 19,4%   |
| Нерухомість та ін. | 10,2%   | 8,8%    |
| Усього підприємств | 176     | 170     |

## Житловий фонд
У 2001 р. 5,1% усіх родин (домогосподарств) мали житло метражем до 59 м2, 45,7% — від 60 до 89 м2, 27% — від 90 до 119 м2 і
22,1% — понад 120 м2.

З усіх будівель у 2001 р. 35,8% було одноповерховими, 41,4% — двоповерховими, 16,5
% — триповерховими, 2,2% — чотириповерховими, 3,3% — п'ятиповерховими, 0,7% — шестиповерховими,
0,1% — семиповерховими, 0% — з вісьмома та більше поверхами.

## Автопарк
| \| Автомобілі, зареєстровані у місті, за призначенням \| Автомобілі, зареєстровані у місті, за призначенням \| Автомобілі, зареєстровані у місті, за призначенням \| \| Рік \| 2006 р. \| 2005 р. \| \| -------------------------------------------------- \| -------------------------------------------------- \| -------------------------------------------------- \| \| Приватні автомобілі \| 53,4% \| 53,3% \| \| Мотоцикли \| 9% \| 8,6% \| \| Вантажівки \| 22,8% \| 22,4% \| \| Трактори \| 1% \| 0,9% \| \| Автобуси та ін. \| 13,8% \| 14,8% \| \| Усього автомобілів \| 3.765 шт. \| 3.607 шт. \| |           |           |
| Автомобілі, зареєстровані у місті, за призначенням |           |           |
| Рік | 2006 р.   | 2005 р.   |
| Приватні автомобілі | 53,4%     | 53,3%     |
| Мотоцикли | 9%        | 8,6%      |
| Вантажівки | 22,8%     | 22,4%     |
| Трактори | 1%        | 0,9%      |
| Автобуси та ін. | 13,8%     | 14,8%     |
| Усього автомобілів | 3.765 шт. | 3.607 шт. |

## Вживання каталанської мови

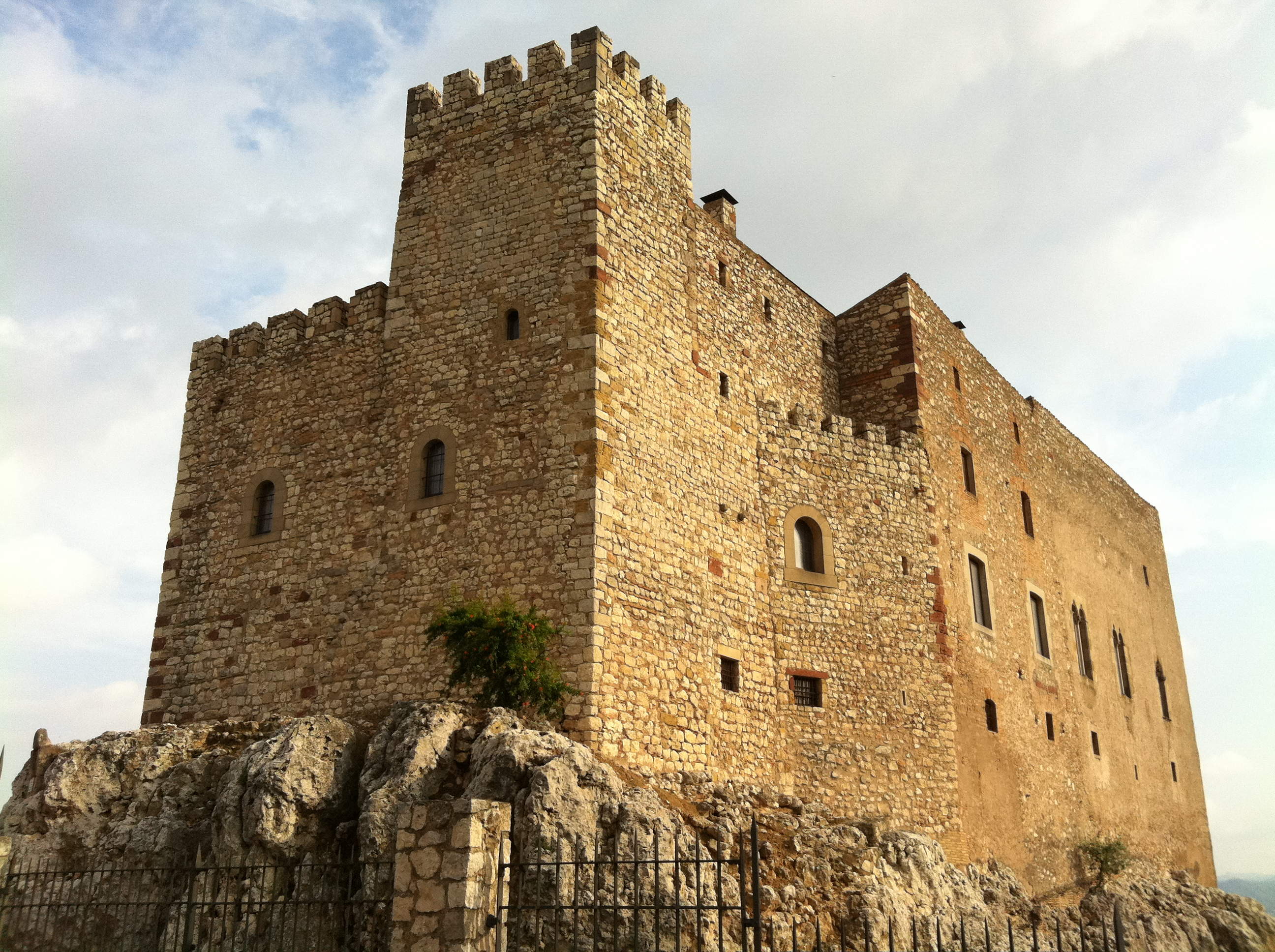
Castell del Papiol

У 2001 р. каталанську мову у місті розуміли 96% усього населення (у 1996 р. — 96,4%), вміли говорити нею 76% (у 1996 р. — 
77%), вміли читати 74,9% (у 1996 р. — 68,1%), вміли писати 48,6
% (у 1996 р. — 45,3%). Не розуміли каталанської мови 4%.

## Політичні уподобання
У виборах до Парламенту Каталонії у 2006 р. взяло участь 1.604 особи (у 2003 р. — 1.783 особи). Голоси за політичні сили розподілилися таким чином:
| \| Вибори до Парламенту Каталонії \| Вибори до Парламенту Каталонії \| Вибори до Парламенту Каталонії \| \| Рік \| 2006 р. \| 2003 р. \| \| -------------------------------------- \| ------------------------------ \| ------------------------------ \| \| Конвергенція та Єднання (CiU) \| 30% \| 28,3% \| \| Соціалістична партія Каталонії (PSC) \| 30,3% \| 34,3% \| \| Народна партія (PP) \| 8,2% \| 8,5% \| \| Ініціатива за Каталонію — Зелені (ICV) \| 9,9% \| 6,2% \| \| Республіканська лівиця Каталонії (ERC) \| 17,9% \| 21,9% \| \| Громадяни — Громадянська партія (C's) \| 1,7% \| 0% \| \| Інші \| 2% \| 0,8% \| |         |         |
| Вибори до Парламенту Каталонії |         |         |
| Рік | 2006 р. | 2003 р. |
| Конвергенція та Єднання (CiU) | 30%     | 28,3%   |
| Соціалістична партія Каталонії (PSC) | 30,3%   | 34,3%   |
| Народна партія (PP) | 8,2%    | 8,5%    |
| Ініціатива за Каталонію — Зелені (ICV) | 9,9%    | 6,2%    |
| Республіканська лівиця Каталонії (ERC) | 17,9%   | 21,9%   |
| Громадяни — Громадянська партія (C's) | 1,7%    | 0%      |
| Інші | 2%      | 0,8%    |

У муніципальних виборах у 2007 р. взяло участь 1.816 осіб (у 2003 р. — 2.056 осіб). Голоси за політичні сили розподілилися таким чином:
| \| Муніципальні вибори \| Муніципальні вибори \| Муніципальні вибори \| \| Рік \| 2007 р. \| 2003 р. \| \| -------------------------------------- \| ------------------- \| ------------------- \| \| Конвергенція та Єднання (CiU) \| 31,9% \| 13,5% \| \| Соціалістична партія Каталонії (PSC) \| 15,5% \| 21,1% \| \| Народна партія (PP) \| 4,7% \| 4% \| \| Ініціатива за Каталонію — Зелені (ICV) \| 4,9% \| 0% \| \| Республіканська лівиця Каталонії (ERC) \| 43% \| 8% \| \| Громадяни — Громадянська партія (C's) \| 0% \| 0% \| \| Інші \| 0% \| 53,5% \| |         |         |
| Муніципальні вибори |         |         |
| Рік | 2007 р. | 2003 р. |
| Конвергенція та Єднання (CiU) | 31,9%   | 13,5%   |
| Соціалістична партія Каталонії (PSC) | 15,5%   | 21,1%   |
| Народна партія (PP) | 4,7%    | 4%      |
| Ініціатива за Каталонію — Зелені (ICV) | 4,9%    | 0%      |
| Республіканська лівиця Каталонії (ERC) | 43%     | 8%      |
| Громадяни — Громадянська партія (C's) | 0%      | 0%      |
| Інші | 0%      | 53,5%   |